# HEFTER cleantech
HEFTER cleantech – niemiecki producent profesjonalnego sprzętu czyszczącego z siedzibą w Prien am Chiemsee, w Górnej Bawarii.

## Historia
Spółka koncernu HEFTER Machinenbau specjalizująca się w produkcji profesjonalnego sprzętu do czyszczenia powierzchni. Powstała w 1993 r, gdy Georg Hefter, założyciel i ówczesny prezes spółki, niezadowolony z dotychczas dostępnej na rynku oferty maszyn do czyszczenia, podjął prace nad opracowaniem własnej, przyjaznej dla użytkownika i efektywnej koncepcji. Wyniki prac zadecydowały o powołaniu nowego podmiotu. Produkcja sprzętu odbywała się w macierzystym Prien, oraz dwóch zakładach: w Nyúl i Győr osadzonych na  Węgrzech (w ramach spółki zależnej, HEFTER Hungary - obecnie stanowiącej własność Mey Maschinenbau). Producent opatentował m.in. technologię TURNADO® umożliwiającą obrót głowicy szczotki o 360 stopni, CONVERT® pozwalający szybką zamianę maszyny z szorowarki na polerkę poprzez zamianę końcówki, VARIOTECH®, gdzie skrzydło maszyny automatycznie się chowa i powraca po zetknięciu się z obiektem, ułatwiając czyszczenie w trudno dostępnych przestrzeniach, i szybką wymianę akumulatorów w ramach technologii QUICK CHANGE®, rozwiązanie BLUE SAFE® określane jako przyjazne dla środowiska umożliwiało redukcję zużycia wody, detergentu, prędkości maszyny i siły odkurzania dla dłuższej wytrzymałości akumulatora i śladu węglowego. Podczas targów ISSA w Warszawie we wrześniu 2007 r rozszerzono współpracę dealerską z firmą Clean Service, wprowadzając do polskiej dystrybucji portfolio niemieckiego producenta
W sierpniu/listopadzie 2019 r złożyła wniosek o wszczęcie postępowania upadłościowego w ramach własnego zarządu, w związku z problemami finansowymi spółki macierzystej, HEFTER Maschinenbau powiązanymi z kryzysem podczas epidemii koronawirusa, opóźnieniami w odbiorze gotowych maszyn przez klientówMarcem 2020 r zakończono procedurę przejęcia przez Vermop Salmon, niemiecką firmę specjalizującą się w produkcji sprzętu czyszczącego. Wdrożony plan restrukturyzacji pozwolił zachować wszystkie miejsca pracy i utrzymał dotychczasowego dyrektora firmy na stanowisku.  Od 2024 r gama produktów HEFTER ulega stopniowemu ujednoliceniu, dostosowując stylistykę pod design właściciela (granatowy kolor zastąpiony antracytowym/szarym), pozbywając się logo HEFTER. Produkcję dużej części gamy przeniesiono do zakładów Vermop w Wertheim.  Wyjątkiem w polityce (na sierpień 2025 r) są modele z serii VARIOTECH.

## Gama
- TURNADO (35; 38; 45, 55, 55 PRO; 55 SV
- CONVERT 82 (premiera: 2006 r) - zaprezentowany na targach ISSA Amsterdam, nominowany do nagrody ISSA INNOVATION AWARD[13][14]
- VARIOTECH 82, 82 PRO
- FS 112/112 XXL
- KS 80, 90, 110, 110 PRO